# Sockel SP3
Sockel SP3 ist ein CPU-Sockel der Firma AMD, der die Server-Prozessoren der Epyc-Baureihe aufnehmen kann, die auf der Zen-Architektur basieren. Er wurde am 20. Juni 2017 eingeführt.
SP3/Epyc unterstützt DDR4-Speicher mit acht Speicherkanälen je CPU (Octa-Channel). Es gibt Mainboards mit einem und mit zwei Sockeln, wofür jeweils die entsprechenden CPU-Versionen für ein- und zwei-Prozessor-Systeme  (erstere mit P in der Typenbezeichnung) zu verwenden sind. Die Epyc-CPUs besitzen 8, 16, 24, 32, 48 oder 64 Kerne und unterstützen alle Multithreading.
Der Sockel ist mechanisch baugleich mit dem Sockel TR4 (auch SP3r2 genannt) für die Ryzen-Threadripper Prozessoren, aber zu diesem nicht kompatibel.

## Sockel SP3r2
Sockel TR4, auch bekannt als Sockel SP3r2, wird für High-End-Desktop-CPUs verwendet. Der Sockel ist physisch identisch mit einem normalen SP3-Sockel, bei dem einige Verbindungen deaktiviert sind. Ein TR4-Sockel verhindert die Verwendung von CPUs, die für Sockel SP3 mit einem ID-Pin entwickelt wurden.

## Sockel SP3r3
Sockel sTRX4, auch bekannt als Sockel SP3r3, der für High-End-Desktop-CPUs von Ryzen Threadripper (Threadripper 3000X) der dritten Generation verwendet wird, ist physisch identisch mit dem normalen SP3-Sockel, welcher der Nachfolger von Sockel TR4 (SP3r2) ist, wobei aber einige Kontakte deaktiviert sind.

## Sockel SP3r4
Sockel sWRX8, auch bekannt als Sockel SP3r4, wird für High-End-Desktop-CPUs der zweiten und dritten Generation von Ryzen Threadripper Pro (Ryzen Threadripper Pro 3000WX und Ryzen Threadripper Pro 5000WX) verwendet. Der Sockel physisch identisch mit dem normalen SP3-Sockel, welcher der Nachfolger von Sockel sTRX4 (SP3r3) ist, aber einige Kontakte sind anders belegt.